# Tołkiny
Tołkiny (deutsch Tolkynen, bis 1945 Tolksdorf) ist ein Dorf in Polen, in der Woiwodschaft Ermland-Masuren. Es gehört zur Gmina Korsze (Stadt- und Landgemeinde Korschen) im Powiat Kętrzyński (Kreis Rastenburg).

## Geographische Lage

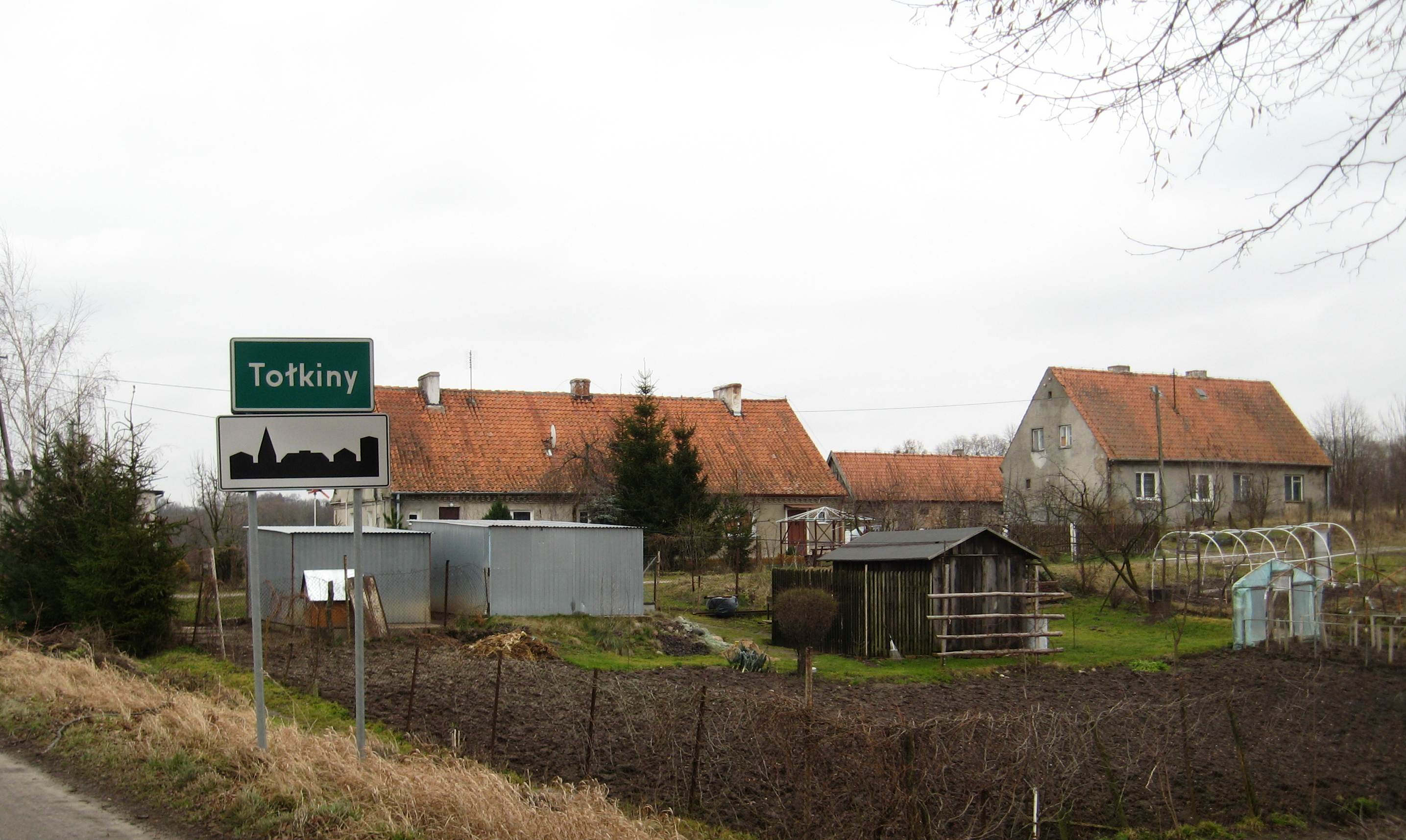
Tołkiny

Tołkiny liegt im Nordosten Polens, etwa 25 Kilometer südlich der Staatsgrenze zur russischen Oblast Kaliningrad. Benachbarte Dörfer sind im Nordwesten Chmielnik, im Osten Starynia und im Südwesten Babieniec. Bis zur Kreisstadt Kętrzyn (deutsch Rastenburg) sind es zehn Kilometer in südöstlicher Richtung.

## Geschichte

### Ortsgeschichte
Die ersten urkundlichen Erwähnungen des heutigen Tołkiny stammen aus den Jahren 1419 und 1440. Zur Wende vom 14. zum 15. Jahrhundert wurde auf einer Anhöhe die Kirche errichtet, welche unter anderem Verteidigungszwecken diente. 1650 wurde das Schloss von Georg Müller im barocken Stil umgestaltet. 1818 bestand das Dorf aus insgesamt 23 Wohngebäuden. Dazu zählten auch zwei Waldhäuser sowie die Gebäude des Vorwerks. 1830 erfolgte ein weiterer, spätklassizistischer Umbau des Schlosses. 1867 bekam Tolksdorf mit der Ostpreußischen Südbahn einen Bahnanschluss.
Am 30. April 1874 wurde Tolksdorf Amtsdorf und namensgebend für einen Amtsbezirk, der bis 1945 bestand und zum Kreis Rastenburg im Regierungsbezirk Königsberg der preußischen Provinz Ostpreußen gehörte.
Zum Ende des Zweiten Weltkrieges wurde Tołkiny zur Festung erklärt und von etwa 60 deutschen Volkssturmmännern unter Befehl eines Hauptmanns verteidigt. Bewaffnet waren sie mit Karabinern und Panzerfäusten. Das Schloss überstand den Krieg nicht, nur Teile des Kellers sind erhalten. Als Folge des Krieges wurde Tolksdorf als Tołkiny Teil Polens. 1970 gab es hier einen Kindergarten, eine achtklassige Grundschule, eine Landwirtschaftsschule sowie einen Bibliothekspunkt. 1973 wurde das Dorf Teil der Gmina Korsze (Korschen) im Powiat Kętrzyński (Kreis Rastenburg), bis 1998 der Woiwodschaft Olsztyn, seither der Woiwodschaft Ermland-Masuren zugehörig.

### Einwohnerzahlen
Nachfolgend die graphische Darstellung der Einwohnerentwicklung.

### Amtsbezirk Tolksdorf (1874–1945)
Der Amtsbezirk Tolksdorf bestand bei seiner Errichtung im Jahre 1874 aus fünf Orten. Am Ende waren es aufgrund von Umstrukturierungen noch drei:
| Deutscher Name    | Polnischer Name | Bemerkungen                                                       |
| ----------------- | --------------- | ----------------------------------------------------------------- |
| Babziens          | Babieniec       |                                                                   |
| Henriettenhof     | Chmielnik       | 1928 nach Schönfließ eingemeindet                                 |
| Junkerken         | Jutrkowo        | 1938 nach Babziens eingemeindet                                   |
| Schönfließ        | Kraskowo        |                                                                   |
| Tolksdorf         | Tołkiny         |                                                                   |
| ab 1901: Plötnick | Płutniki        | bis 1901 Amtsbezirk Lamgarben, ab 1928 zur Landgemeinde Tolksdorf |

Am 1. Januar 1945 bildeten nur noch die Gemeinden Babziens, Schönfließ und Tolksdorf den Amtsbezirk Tolksdorf.

## Kirche

### Kirchengebäude

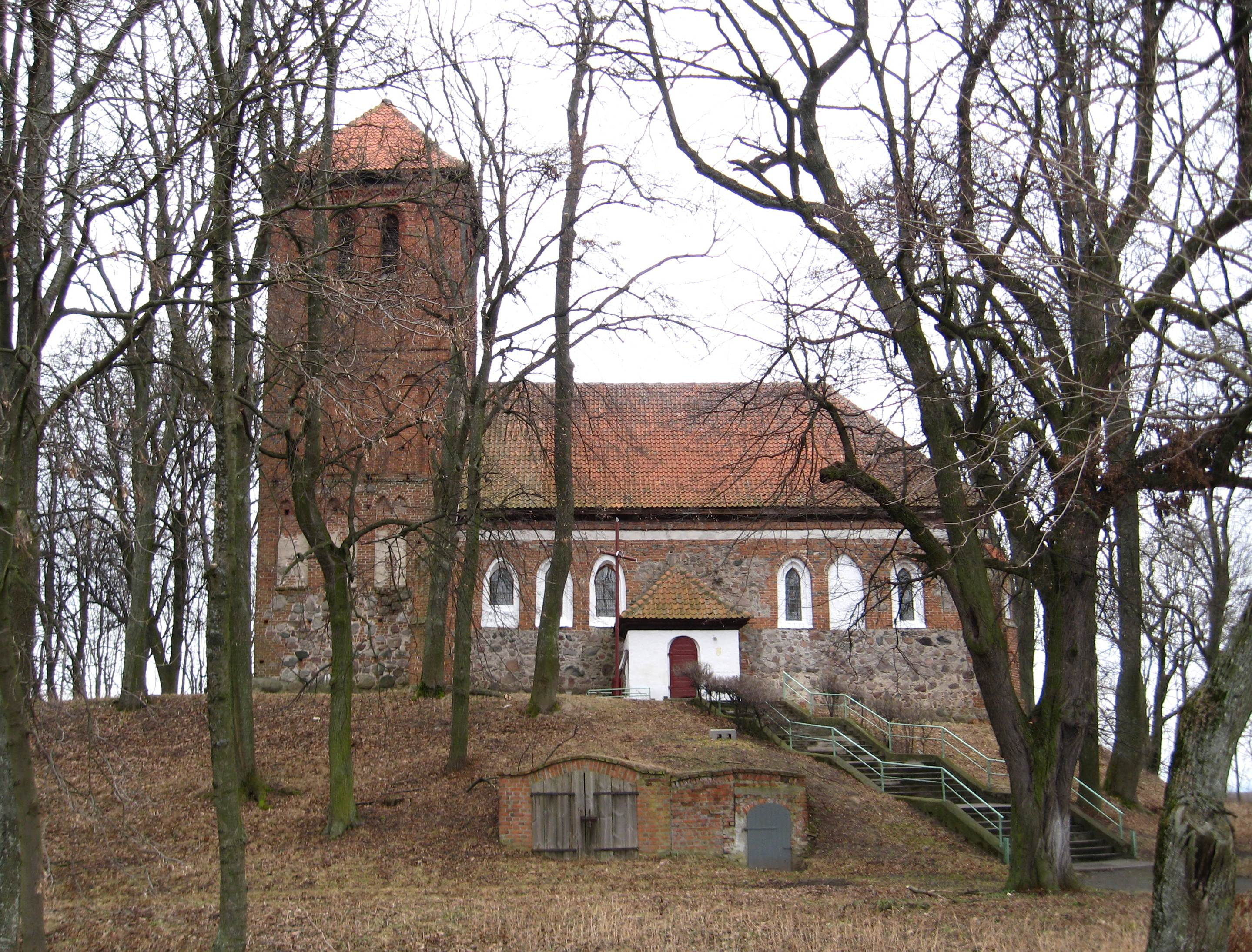
Die Kirche in Tołkiny

Die Kirche von Tołkiny wurde zur Wende des 14. zum 15. Jahrhunderts errichtet. Das Langhaus besteht vollständig, der Turm teilweise aus Feldsteinen. Gegen 1500 wurde der Turm der Kirche fertiggestellt. Im 19. Jahrhundert wurde der Holzaufbau der Obergeschosse durch rundbogige Ziegelblenden ersetzt. Der Altar der Kirche wurde zwischen 1604 und 1607 gefertigt. 1675 wurde der Altar von Michel Großmann restauriert. Im mit einer flachen Holzdecke überspannten Innenraum der Kirche befindet sich eine Gedenktafel für Heinrich Graf zu Dohna-Schlobitten, welche 1994 von seinen Kindern gestiftet wurde. Der Taufstein aus Granit stammt aus dem 15. Jahrhundert.

### Kirchen-/Pfarrgemeinde

#### Evangelisch
Die Kirche in Tolksdorf entstand in vorreformatorischer Zeit. Nach Einführung der Reformation war sie evangelisch und gehörte mit der Schwesterkirche in Schönfließ (polnisch Kraskowo) zur Pfarrei Lamgarben (Garbno), später dann bis 1945 zum gemeinsamen Pfarramt Schönfließ-Tolksdorf mit Sitz in Schönfließ. Beide Kirchen – sie zählten 1925 zusammen 1520 Gemeindeglieder – waren in den Kirchenkreis Rastenburg (Kętrzyn) in der Kirchenprovinz Ostpreußen der Kirche der Altpreußischen Union eingegliedert.
Flucht und Vertreibung der einheimischen Bevölkerung setzten dem Leben der evangelischen Gemeinde ein Ende. Heute hier lebende evangelische Kirchenglieder gehören zur Pfarrei in Kętrzyn innerhalb der Diözese Masuren der Evangelisch-Augsburgischen Kirche in Polen.

#### Katholisch
Nach 1945 stieg die Zahl der im Bereich Tołkiny lebenden Katholiken aufgrund polnischer Neusiedler stark an. Sie reklamierten das bisher evangelische Gotteshaus des Dorfes für sich. Die Kirche erhielt den Namen der „Mutter Gottes vom Tor der Morgenröte“ und ist heute eine Filialkirche der Pfarrgemeinde in Garbno im Erzbistum Ermland.

## Verkehr

### Straße

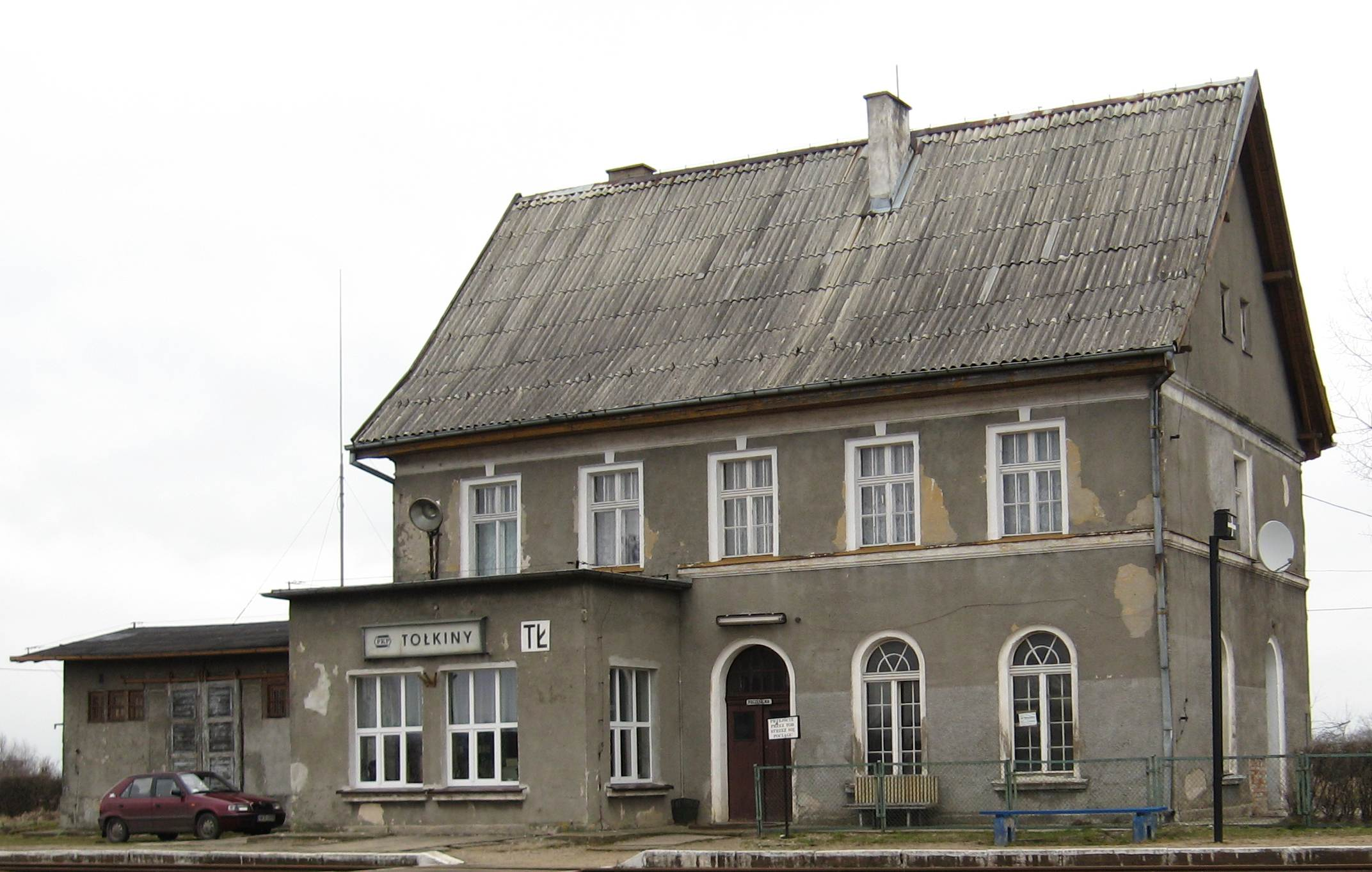
Die Bahnstation

Das Dorf liegt etwa zwei Kilometer südlich der Woiwodschaftsstraße 592, zu der eine Nebenstraße führt. Die Straße in südwestlicher Richtung führt durch Babieniec (deutsch Babziens) und Worpławki (Worplack) und mündet nach etwa sechs Kilometern in die Woiwodschaftsstraße 590. Aus der Region kommend enden zwei Straßen in Tołkiny.

### Schiene
Etwa 1,5 Kilometer nordöstlich des eigentlichen Dorfes befindet sich die Bahnstation Tołkiny. Sie liegt an der Strecke von Białystok über Ełk (Lyck) nach Korsze (Korschen).

### Luft
Der geographisch nächste internationale Flughafen ist der Flughafen Kaliningrad, der sich etwa 100 Kilometer nordwestlich, auf russischem Hoheitsgebiet befindet, und darum kaum zu nutzen ist. Auf polnischem Staatsgebiet ist es der etwa 180 Kilometer westlich gelegene Lech-Wałęsa-Flughafen Danzig.

## Persönlichkeiten

### Aus dem Ort gebürtig
- Heinrich Gustav von Borcke (2. Mai 1829 – 19. Juli 1916), preußischer Gutsbesitzer und Mitglied des Herrenhauses

### Mit dem Ort verbunden
- Heinrich Graf zu Dohna-Schlobitten, bisweilen auch: Graf zu Dohna-Tolksdorf   (1882–1944), Gutsherr auf Tolksdorf. Er ist ein Beteiligter am Attentat vom 20. Juli 1944 auf Adolf Hitler, hatte im Herbst 1919 die Baltische Landeswehr verlassen und Arbeiten in Ostpreußen übernommen. Nachdem sein Schwiegervater gestorben war, übernahm er das Gut in Tolksdorf. Beim Ausbruch des Zweiten Weltkrieges trat er wieder in die Armee ein, nahm aber 1943 seinen Abschied und kehrte nach Tolksdorf zurück. Nach dem gescheiterten Attentat wurde er verhaftet und hingerichtet. Seine Frau Maria-Agnes aus der Familie v. Borcke, welche hier seit 1772 ansässig war, wurde in das Konzentrationslager Ravensbrück verbracht, welches sie überlebte.[3]